# Bebhionn (astronomia)
Bebhionn (pronuncia: |b|eɪ|v|ɪ|n|) o Saturno XXXVII, è un piccolo satellite naturale irregolare del pianeta Saturno.

## Scoperta
La scoperta di Bebhionn fu annunciata da Scott Sheppard, David Jewitt, Jan Kleyna e Brian Marsden, dell'Università delle Hawaii, il 4 maggio 2005; l'individuazione del satellite fu resa possibile grazie a osservazioni effettuate tra il 12 dicembre 2004 ed il 9 marzo 2005.

## Denominazione
La denominazione ufficiale fu assegnata nel 2007 e deriva dal nome di Bébinn, divinità protettrice del parto nella antica mitologia irlandese. Il nome fu approvato dall'Unione Astronomica Internazionale il 29 marzo 2007; il satellite era precedentemente noto mediante la designazione provvisoria S/2004 S 11.

## Caratteristiche
Bebhionn ha un diametro di circa 6 km e orbita attorno a Saturno in 820,130 giorni alla distanza media di 16,898 milioni di km, con un'inclinazione di 41° rispetto all'eclittica (18° rispetto al piano equatoriale di Saturno), con un'eccentricità orbitale di 0,333. Il periodo di rotazione è stato misurato in 16,33±0,03 ore dalla camera ISS installata a bordo della sonda Cassini.
La sua curva di luce denota una forma allungata con notevoli variazioni nella luminosità, facendo ipotizzare che si tratti di un asteroide binario a contatto.